# Polyosma longepedicellata
Polyosma longepedicellata är en tvåhjärtbladig växtart som beskrevs av George King. Polyosma longepedicellata ingår i släktet Polyosma och familjen Escalloniaceae. Inga underarter finns listade i Catalogue of Life.